# Le Piège à rats
Le Piège à rats (titre original : The Rat's Knuckles) est un film muet américain réalisé par Leo McCarey et sorti en 1925.

## Synopsis
Jimmie Jump a inventé un piège à souris « humain » et décrit à son amie, une serveuse de restaurant, leur vie future lorsque la vente de cette invention l'aura rendu riche. Mais lorsqu'il expérimente son prototype devant un financier, la souris refuse d'aller vers le bout de fromage qui doit l'attirer jusqu'au piège et celui-ci ne se déclenche pas. Jimmie avoue son échec à la serveuse, qui part alors au bras d'un autre client du bar. Désespéré, le pauvre inventeur enjambe le parapet d'un pont, mais un autre financier le retient, compatissant. Jimmie lui présente alors son piège : cette fois-ci, la souris va bien vers le morceau de fromage, relié par un fil à une boîte dont surgit alors une marionnette grotesque. Jimmie explique que le piège ne tue pas la souris, mais lui donne honte et l'incite à ne jamais revenir. Accablé par l'absurdité de l'invention, le financier, d'un coup de canne, pousse Jimmie par-dessus le pont.

## Fiche technique
- Titre original : The Rat's Knuckles
- Réalisation : Leo McCarey
- Production : Hal Roach
- Durée : 11 min
- Date de sortie :
  - États-Unis : 4 janvier 1925

## Distribution
- Charley Chase : Jimmy Jump
- Martha Sleeper : Flirty McFickle
- Sammy Brooks : l'aveugle
- Jack Gavin
- William Gillespie
- Jules Mendel